# Lachenalia rubida
Lachenalia rubida är en sparrisväxtart som beskrevs av Nikolaus Joseph von Jacquin. Lachenalia rubida ingår i släktet Lachenalia och familjen sparrisväxter.

## Underarter
Arten delas in i följande underarter:
- L. r. rubida
- L. r. tigrina